# Жуки (Копыльский район)
Жуки (бел. Жукі) — деревня в Грозовском сельсовете Копыльского района Минской области Беларуси. В других значениях слово «Жуки» также называют один из видов жесткокрылых насекомых.

## География

### Расположение
В 7 км на запад от Греска (Гресский сельсовет), в 22 км на восток от Копыля, в 100 км от Минска.

## Гидрография
На западе мелиоративные каналы.

## Население

### Численность
- 1909 год — 42 хозяйства, 242 жителей
- 1997 год — 47 хозяйств, 89 жителей
- 1999 год — 83 жителей
- 2009 год — 43 жителей
- 2010 год — 32 хозяйства, 51 житель